# 호찌민시 역사박물관

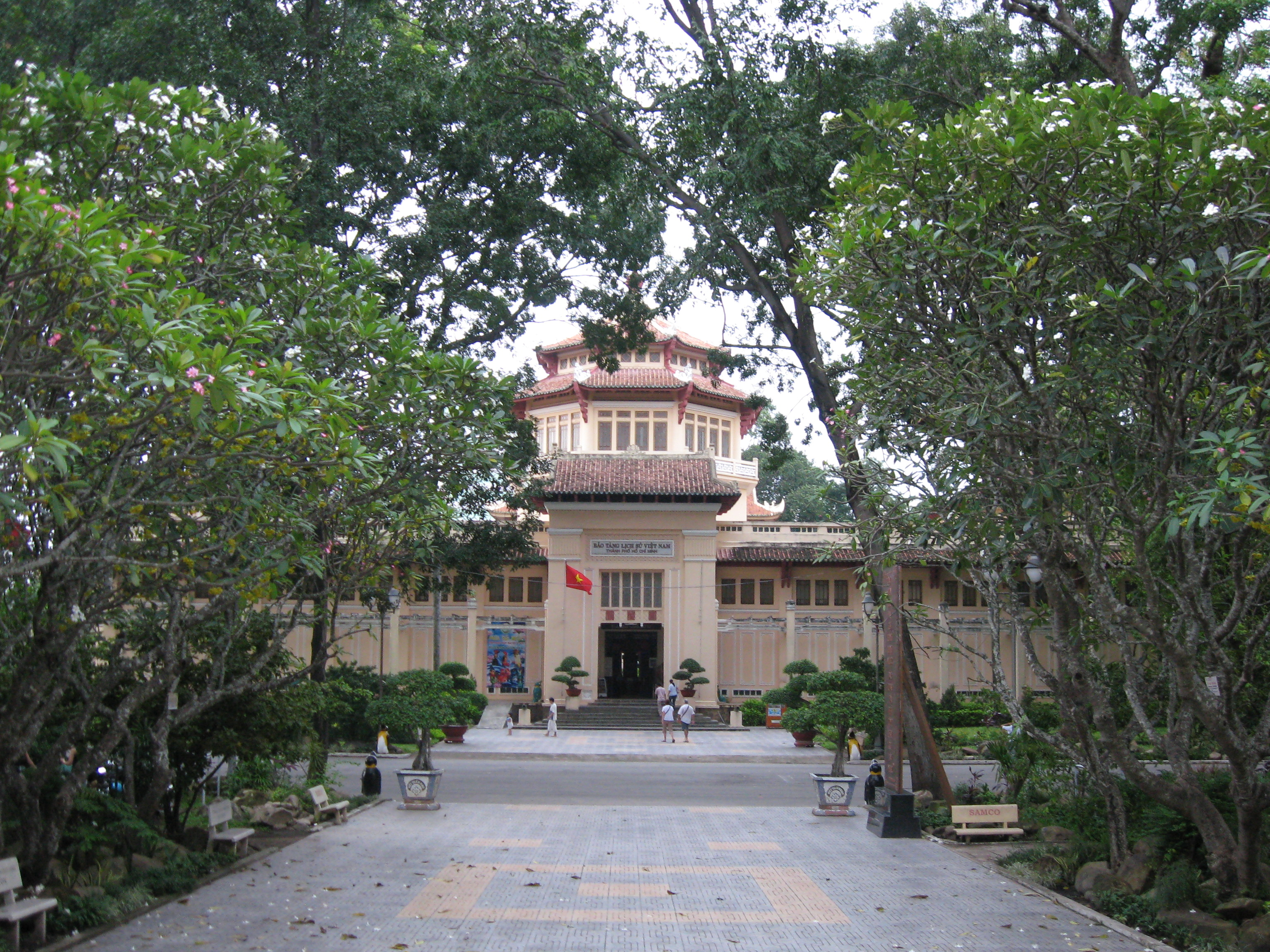
베트남 역사 박물관

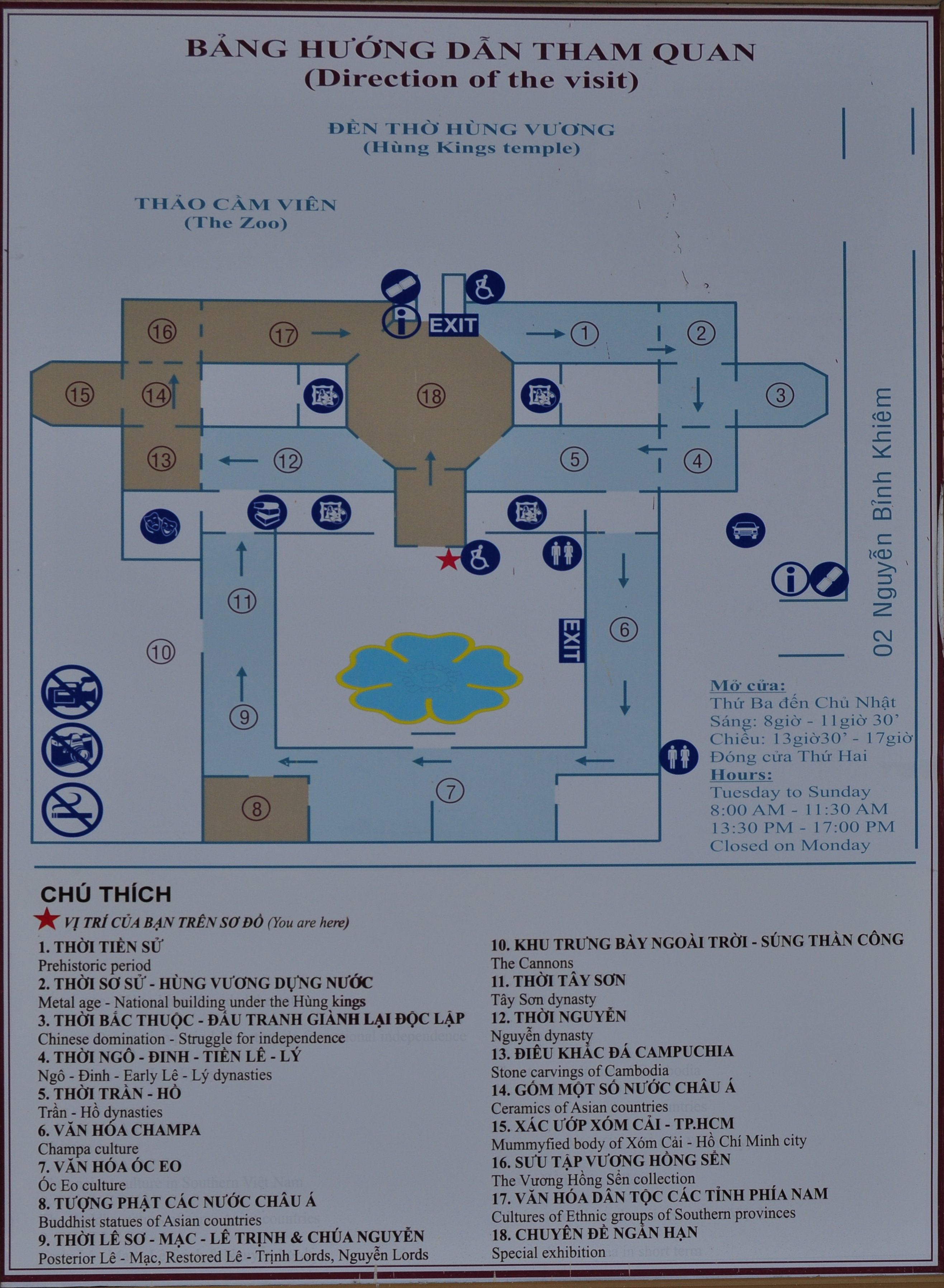
박물관 내 전시구역 안내도

호찌민시 역사박물관(베트남어: Bảo tàng Lịch sử Thành phố Hồ Chí Minh바오 땅 릭 스 타인 포 호 찌 민 / 寶藏歷史城舗胡志明)은 베트남 호찌민 시에 있는 역사 박물관이다. 제1실 선사시대, 제2실 철기 시대 (홍방 왕조), 제3실 중국의 지배기(독립투쟁기), 제4실 전 리 왕조 시대, 제5실 쩐·후 왕조, 제6실 참파 문화, 제7실 오케오 문화, 제8실 아시아의 불상, 제9실 후 레 왕조 · 막 왕조, 제10실(옥외) 대포, 제11실 떠이선 왕조, 제13실 캄보디아의 석조, 제14실 아시아의 도자기, 제15실 호찌민 시 솜까이(Xóm Cải)에서 발견된 미라, 제16실 븡홍센(Vương Hồng Sển) 특별전시실, 제17실 남부의 소수민족 문화, 제18실 특별 전시실로 구성되어 있다.(2012년 12월 기준)

## 전시실

### 제6실 참파 문화(2~17세기)

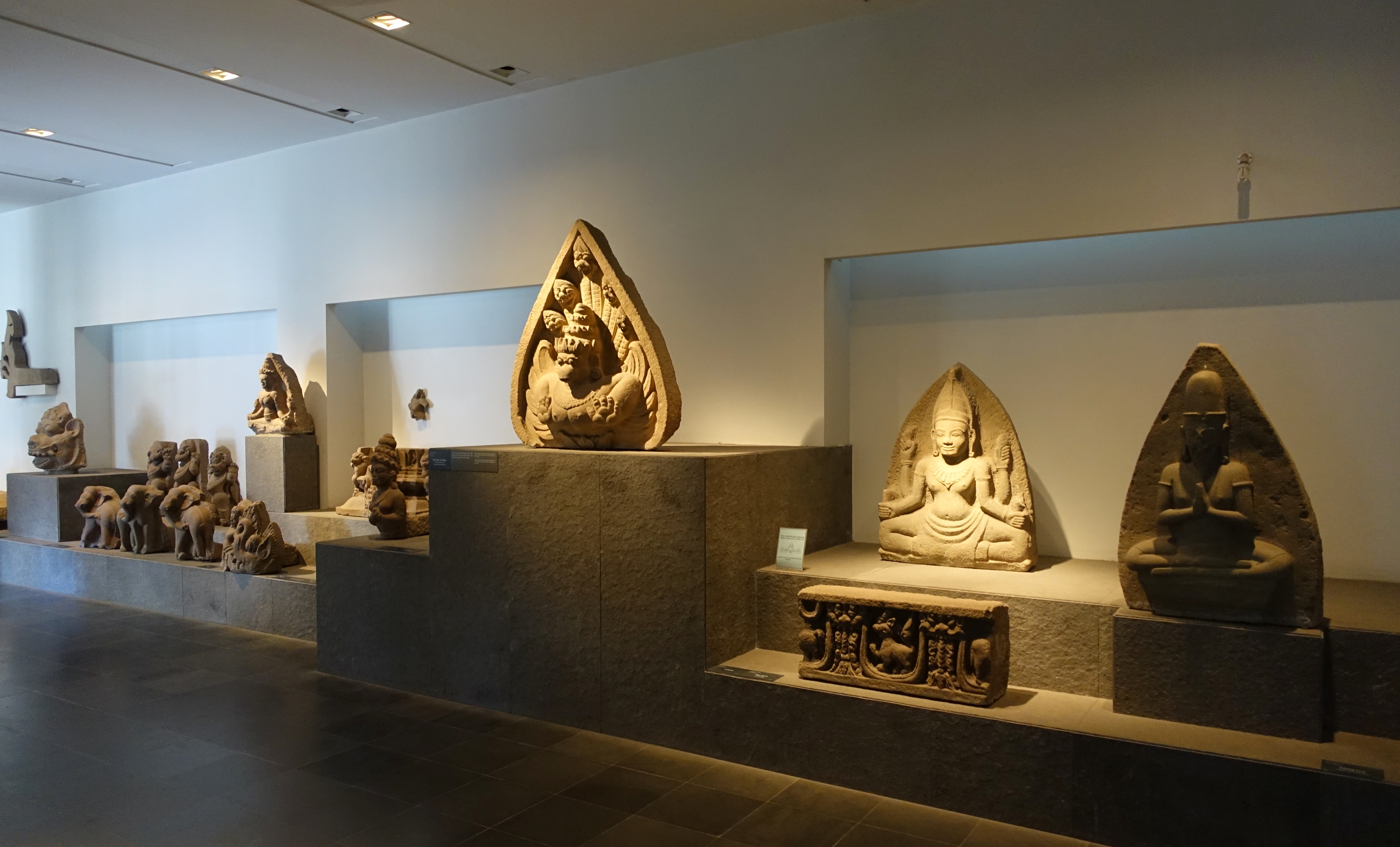
참파 문화의 유적들

제6실에는 베트남 중부에 위치하였던 참파 왕국의 상(像) 등이 전시되어 있다.